# Jacek Milewski (samorządowiec)
Jacek Milewski (ur. 14 października 1965 w Warszawie) – polski samorządowiec i przedsiębiorca, w latach 2003–2019 wiceprezydent, a w latach 2020–2024 prezydent Nowej Soli.

## Życiorys
Wychowywał się w Nowej Soli, gdzie ukończył liceum ogólnokształcące. W 1990 został absolwentem studiów o specjalności budowa dróg i mostów na Wydziale Budownictwa Lądowego Politechniki Wrocławskiej. Następnie do 2002 prowadził własną działalność gospodarczą.
Od stycznia 2003 do października 2019 zajmował stanowisko wiceprezydenta Nowej Soli jako zastępca Wadima Tyszkiewicza. Zainicjował m.in. powołanie Związku Międzygminnego Eko-Przyszłość. W 2014 uzyskał z komitetu prezydenta mandat radnego powiatu nowosolskiego (nie objął go wobec niepołączalności funkcji). W październiku 2019 został dyrektorem generalnym urzędu miejskiego. Wystartował w przedterminowych wyborach na prezydenta Nowej Soli przeprowadzonych 5 stycznia 2020 jako bezpartyjny kandydat z ramienia Komitetu Wyborczego Wyborców „Wadim Tyszkiewicz”. Uzyskał 8079 głosów (76,75% poparcia), wygrywając w pierwszej turze.
W 2024 nie uzyskał reelekcji, w drugiej turze wyborów otrzymał 32,36% głosów, przegrywając z popieraną przez Wadima Tyszkiewicza Beatą Kulczycką. W tym samym roku Jacek Milewski objął stanowisko wiceburmistrza Kożuchowa.